# Piotr Grzymowicz
Piotr Władysław Grzymowicz (ur. 11 stycznia 1954 w Nowym Mieście Lubawskim) – polski inżynier i samorządowiec, doktor nauk technicznych, w latach 2001–2007 wiceprezydent Olsztyna, od 2009 do 2024 prezydent Olsztyna.

## Życiorys
Absolwent Technikum Budowlanego w Olsztynie, a następnie Wydziału Budownictwa Lądowego Akademii Rolniczo-Technicznej w Olsztynie. Był wykładowcą ART, a następnie Uniwersytetu Warmińsko-Mazurskiego. Uzyskał stopień doktora nauk technicznych.
W okresie PRL należał do PZPR. Działał też w Stowarzyszeniu „Ordynacka”. Pracował w przedsiębiorstwach budowlanych na terenie Polski i Niemiec. Prowadził własną działalność gospodarczą w zakresie zarządzania i nadzoru inwestycji budowlanych. W 2008 minister rozwoju regionalnego powołał go na eksperta w dziedzinie obejmującej budownictwo, infrastrukturę mieszkaniową i prawo budowlane.
W 1998 po raz pierwszy wybrany do Rady Miasta Olsztyna. W 2001 zrzekł się mandatu radnego w związku z objęciem stanowiska wiceprezydenta miasta. Rok później ponownie wybrany na radnego z ramienia koalicji SLD-UP. Po wyborze także zrezygnował z członkostwa w Radzie Miasta dla ponownego objęcia funkcji zastępcy prezydenta Czesława Małkowskiego. W 2006 po raz trzeci został radnym z listy KWW Po Prostu Olsztyn, rezygnując ponownie z mandatu. We wrześniu 2007 został odwołany ze stanowiska zastępcy prezydenta Olsztyna. W wyborach parlamentarnych w tym samym roku, startując z listy Polskiego Stronnictwa Ludowego, nie uzyskał mandatu poselskiego.
W 2009 zwyciężył w przedterminowych wyborach na prezydenta Olsztyna, pokonując w II turze kandydata KW Platformy Obywatelskiej Krzysztofa Krukowskiego. Uzyskał ponad 60% głosów. Startował jako kandydat KW Polskiego Stronnictwa Ludowego z poparciem KWW Ponad Podziałami. W 2010, startując z KWW Piotra Grzymowicza (z poparciem PSL), skutecznie ubiegał się o reelekcję, uzyskując 53,28% głosów. Pokonał (również w II turze) byłego prezydenta Olsztyna Czesława Małkowskiego. W 2014 został wybrany na kolejną kadencję, zwyciężając w II turze swojego poprzednika na stanowisku prezydenta miasta (startował z własnego komitetu bez poparcia partyjnego). W 2018, startując z własnego komitetu (z poparciem PSL), ponownie wygrał wybory samorządowe, pokonując kolejny raz w II turze Czesława Małkowskiego (uzyskując 54,47% głosów).
W listopadzie 2019 prokurator Prokuratury Regionalnej w Białymstoku przedstawił mu zarzuty niedopełnienia obowiązków na szkodę miasta w związku z umowami zawartymi z Europejskim Centrum Wsparcia Społecznego Helper w Olsztynie na powierzenie zadań z zakresu prowadzenia środowiskowych domów samopomocy. Piotr Grzymowicz zaprzeczył swojej winie w tej sprawie. W marcu 2020 grupa referendalna złożyła komisarzowi wyborczemu wniosek o referendum w sprawie jego odwołania z funkcji prezydenta Olsztyna przed upływem kadencji, nie zdołała jednak zebrać wymaganej liczby prawidłowo złożonych podpisów pod wnioskiem.
W lutym 2024 ogłosił, że nie będzie ubiegał się o reelekcję w wyborach samorządowych w tym samym roku, udzielając poparcia Robertowi Szewczykowi. W wyborach tych uzyskał mandat radnego Olsztyna, kandydując z własnego komitetu.

## Odznaczenia
Otrzymał Srebrny Krzyż Zasługi (2003) oraz Brązową Odznakę „Zasłużony dla Ochrony Przeciwpożarowej” (2015).

## Życie prywatne
Syn Pawła i Ludwiki. Jest żonaty, ma trzech synów.